# ウイニングイレブンシリーズ
ウイニングイレブンシリーズ（Winning Eleven）は、コナミデジタルエンタテインメント（以下KDE-J）が開発し、コナミアミューズメントから発売していた、サッカーゲームである。略称は『ウイイレ』。
開発はKDE-J・ウイニングイレブンプロダクション。かつてはコナミコンピュータエンタテインメント東京 開発7部、KCE東京 制作2部と呼ばれた部署が社内プロダクション制を敷いたことにより、現在のウイニングイレブンプロダクションとなる。
オフラインゲームとしてのウイニングイレブンシリーズとは別に、モードを限定したアイテム課金制の配信ゲーム『myClub（マイクラブ）』(2015 - 2016)、『Lite』(2017 - 2021)が存在し、仕様の異なったオンライン専用ゲームとなっていた。シリーズの累計本数は、2022年時点で1億1,250万本以上を達成している。

## 概要
1995年7月21日、PlayStation版としてシリーズ第1作の『Jリーグ実況ウイニングイレブン』が発売。続いて1996年3月15日に『ワールドサッカーウイニングイレブン』が登場してからは、世界のクラブチームと世界各国の代表チームを中心にプレイできる「ワールドサッカーウイニングイレブン」と、Jリーグや欧州、南米、Jリーグ等のクラブチームをプレイできる「Jリーグウイニングイレブン」との2種類が発売されていた。
PlayStation 3版『ワールドサッカーウイニングイレブン 2012』では、2012年3月1日よりダウンロードコンテンツ（DLC）としてJリーグクラブを使用可能とする「Jリーグパック」が配信されるようになり、それをもって「ワールドサッカー」版と「Jリーグ」版に分かれていたウイニングイレブンシリーズの事実上の統合がなされた。『2015』以降の作品では、Jリーグのライセンスを失っておりDLCの配信も無くなった。2018年からコナミデジタルエンタテインメントが公益社団法人日本プロサッカーリーグのJリーグパートナー契約に復帰したことで、『ウイニングイレブン 2018』以降のスマートフォン版ウイニングイレブンシリーズに限り、Jリーグクラブチームのプレイが可能になった。
初心者でも分かりやすい操作や、好きなクラブチームを自分で経営して最強のチームを目指すという「マスターリーグモード」で人気を博している。ほぼ年に一作のペースで新作が発売されており、「爽快感」を主眼に据え、様々なプレーを簡単に操作・再現することを目指している。
『ワールドサッカーウイニングイレブン5』から、「ワールドサッカーウイニングイレブン」シリーズのみ表紙ジャケットにイメージキャラクターを起用している（一部例外あり）。
メインシリーズではクロスプラットフォームを採用している。内容は全く同じではなく、機種ごとの独自要素も取り入れられている（Wii版のWiiリモコンを用いた操作など）。アーケード版の発売元は、コナミグループ再編に伴い、2016年11月1日付でコナミデジタルエンタテインメントからコナミアミューズメントへ変更された。
『ワールドサッカー ウイニングイレブン 2010』では通常のCS版に加え、スマートフォン向けアプリとしてiOS版を配信。リーグモードをメイン機能とした有料アプリとして『2012』まで配信されていたが、2015年6月には『UEFA Champions League ウイニングイレブン フリック』『ウイニングイレブン クラブマネージャー』が、2017年5月24日からはmyClubモードをメイン機能としたスマートフォン版『ウイニングイレブン 2017』がアイテム課金制の無料アプリとして配信されている。
2016年から、UEFAチャンピオンズリーグ公式のeスポーツ世界選手権大会として、当シリーズ作品を用いて勝敗を競う「PESリーグ」が開催されている。UEFAライセンス失効後の「ウイニングイレブン2019」以降も継続して「PESリーグ」は開催される。
2021年7月21日、同年9月30日にリリースの次回作以降のシリーズ名称を、国内・海外とも『eFootball』に改める事を発表した。基本プレイの無料化（アイテム課金制）、将来的にスマートフォンを含む全ての対応デバイス間での対戦、Unreal Engine 4をベースに開発した新エンジン採用など、全面的に刷新されている。

## 作品一覧

### 国内版
| 対応機種                                  | 作品名                                                               | 発売（配信）日 | イメージキャラクター |
| ----------------------------------------- | -------------------------------------------------------------------- | -------------- | --- |
| PlayStation                               | Jリーグ実況ウイニングイレブン                                        | 1995年7月21日  | |
| PlayStation                               | ワールドサッカーウイニングイレブン                                   | 1996年3月15日  | |
| PlayStation                               | Jリーグ 実況ウイニングイレブン'97                                    | 1996年11月22日 | |
| PlayStation                               | ワールドサッカーウイニングイレブン'97                                | 1997年6月5日   | |
| PlayStation                               | Jリーグ実況ウイニングイレブン3                                       | 1997年12月11日 | |
| PlayStation                               | ワールドサッカー実況ウイニングイレブン3 ワールドカップ フランス'98   | 1998年5月28日  | |
| PlayStation                               | ワールドサッカー実況ウイニングイレブン3 ファイナルヴァージョン       | 1998年11月12日 | |
| PlayStation                               | Jリーグ実況ウイニングイレブン'98-'99                                 | 1998年12月3日  | |
| PlayStation                               | ワールドサッカー実況ウイニングイレブン4                              | 1999年9月2日   | |
| PlayStation                               | Jリーグ実況ウイニングイレブン2000                                    | 2000年6月29日  | |
| PlayStation                               | ワールドサッカー実況ウイニングイレブン2000 〜U-23メダルへの挑戦〜    | 2000年8月24日  | |
| PlayStation                               | Jリーグ実況ウイニングイレブン2000 2nd                                | 2000年11月30日 | |
| PlayStation                               | Jリーグ実況ウイニングイレブン2001                                    | 2001年6月21日  | |
| PlayStation                               | ワールドサッカーウイニングイレブン2002                               | 2002年4月25日  | 中山雅史 |
| PlayStation 2                             | ワールドサッカーウイニングイレブン5                                  | 2001年3月15日  | 中村俊輔 |
| PlayStation 2                             | Jリーグウイニングイレブン5                                           | 2001年10月25日 | |
| PlayStation 2                             | ワールドサッカーウイニングイレブン5 ファイナルエヴォリューション     | 2001年12月13日 | 中村俊輔 |
| PlayStation 2                             | ワールドサッカーウイニングイレブン6                                  | 2002年4月25日  | 中山雅史 |
| PlayStation 2                             | Jリーグウイニングイレブン6                                           | 2002年9月19日  | |
| PlayStation 2                             | ワールドサッカーウイニングイレブン6 ファイナルエヴォリューション     | 2002年12月12日 | 中山雅史 |
| PlayStation 2                             | ワールドサッカーウイニングイレブン7                                  | 2003年8月7日   | ジーコ |
| PlayStation 2                             | Jリーグウイニングイレブンタクティクス                                | 2003年12月11日 | ジーコ |
| PlayStation 2                             | ワールドサッカーウイニングイレブン7 インターナショナル               | 2004年2月19日  | ジーコ |
| PlayStation 2                             | ワールドサッカーウイニングイレブン8                                  | 2004年8月5日   | ジーコ |
| PlayStation 2                             | Jリーグウイニングイレブン8 アジアチャンピオンシップ                  | 2004年11月18日 | |
| PlayStation 2                             | ヨーロピアンクラブサッカーウイニングイレブンタクティクス             | 2004年12月9日  | |
| PlayStation 2                             | ワールドサッカーウイニングイレブン8 ライヴウエアエヴォリューション   | 2005年3月24日  | ジーコ |
| PlayStation 2                             | ワールドサッカーウイニングイレブン9                                  | 2005年8月4日   | ジーコ、中村俊輔 |
| PlayStation 2                             | Jリーグウイニングイレブン9 アジアチャンピオンシップ                  | 2005年11月17日 | |
| PlayStation 2                             | ワールドサッカーウイニングイレブン10                                 | 2006年4月27日  | ジーコ、中村俊輔 |
| PlayStation 2                             | Jリーグウイニングイレブン10 +欧州リーグ'06-'07                       | 2006年11月22日 | |
| PlayStation 2                             | Jリーグウイニングイレブン2007 クラブチャンピオンシップ               | 2007年8月2日   | |
| PlayStation 2                             | ワールドサッカー ウイニングイレブン 2008                             | 2007年11月22日 | クリスティアーノ・ロナウド |
| PlayStation 2                             | Jリーグウイニングイレブン2008 クラブチャンピオンシップ               | 2008年8月21日  | |
| PlayStation 2                             | ワールドサッカー ウイニングイレブン 2009                             | 2009年1月29日  | リオネル・メッシ |
| PlayStation 2                             | Jリーグウイニングイレブン2009 クラブチャンピオンシップ               | 2009年8月6日   | |
| PlayStation 2                             | ワールドサッカー ウイニングイレブン 2010                             | 2009年12月10日 | リオネル・メッシ、フェルナンド・トーレス                                                                                                   |
| PlayStation 2                             | ワールドサッカー ウイニングイレブン 2010 蒼き侍の挑戦                | 2010年5月20日  | |
| PlayStation 2                             | Jリーグウイニングイレブン2010 クラブチャンピオンシップ               | 2010年8月5日   | |
| PlayStation 2                             | ワールドサッカー ウイニングイレブン 2011                             | 2010年11月18日 | リオネル・メッシ |
| PlayStation 2                             | ワールドサッカー ウイニングイレブン 2012                             | 2011年11月3日  | 香川真司 |
| PlayStation 3                             | ワールドサッカー ウイニングイレブン 2008                             | 2007年11月22日 | クリスティアーノ・ロナウド |
| PlayStation 3                             | ワールドサッカー ウイニングイレブン 2009                             | 2008年11月27日 | リオネル・メッシ |
| PlayStation 3                             | ワールドサッカー ウイニングイレブン 2010                             | 2009年11月5日  | リオネル・メッシ、フェルナンド・トーレス                                                                                                   |
| PlayStation 3                             | ワールドサッカー ウイニングイレブン 2010 蒼き侍の挑戦                | 2010年5月20日  | |
| PlayStation 3                             | ワールドサッカー ウイニングイレブン 2011                             | 2010年10月28日 | リオネル・メッシ |
| PlayStation 3                             | ワールドサッカー ウイニングイレブン 2012                             | 2011年10月6日  | 香川真司 |
| PlayStation 3                             | ワールドサッカー ウイニングイレブン 2013                             | 2012年10月4日  | 香川真司 |
| PlayStation 3                             | ワールドサッカー ウイニングイレブン 2014                             | 2013年11月14日 | 日本代表選手11名 |
| PlayStation 3                             | ワールドサッカー ウイニングイレブン 2014 蒼き侍の挑戦                | 2014年5月22日  | 日本代表選手11名 |
| PlayStation 3                             | ワールドサッカー ウイニングイレブン 2015                             | 2014年11月13日 | 本田圭佑 |
| PlayStation 3                             | ワールドサッカー ウイニングイレブン 2015（KONAMI THE BEST）          | 2015年6月11日  | マリオ・ゲッツェ |
| PlayStation 3                             | ウイニングイレブン 2016                                              | 2015年10月1日  | ネイマール |
| PlayStation 3                             | ウイニングイレブン 2016 myClub                                       | 2015年12月8日  | ネイマール、ロベルト・バッジョ(PS Store内アイコン)                                                                                         |
| PlayStation 3                             | UEFA EURO 2016/ウイニングイレブン 2016                               | 2016年4月21日  | ガレス・ベイル |
| PlayStation 3                             | ウイニングイレブン 2017                                              | 2016年9月15日  | リオネル・メッシ、ネイマール、ルイス・スアレス、イヴァン・ラキティッチ、ジェラール・ピケ                                                   |
| PlayStation 3                             | ウイニングイレブン 2017 Lite                                         | 2016年11月24日 | ピエール＝エメリク・オーバメヤン(PS Store内アイコン)                                                                                       |
| PlayStation 3                             | ウイニングイレブン 2018                                              | 2017年9月13日  | 日本代表選手11名 |
| PlayStation 3                             | ウイニングイレブン 2018 Lite                                         | 2017年11月16日 | ルイス・スアレス、リオネル・メッシ、ジェラール・ピケ、アンドレス・イニエスタ、フィリペ・コウチーニョ(PS Store内アイコン)                   |
| PlayStation 4                             | ワールドサッカー ウイニングイレブン 2015                             | 2014年11月13日 | 本田圭佑 |
| PlayStation 4                             | ワールドサッカー ウイニングイレブン 2015（KONAMI THE BEST）          | 2015年6月11日  | マリオ・ゲッツェ |
| PlayStation 4                             | ウイニングイレブン 2016                                              | 2015年10月1日  | ネイマール |
| PlayStation 4                             | ウイニングイレブン 2016 myClub                                       | 2015年12月8日  | ネイマール、ロベルト・バッジョ(PS Store内アイコン)                                                                                         |
| PlayStation 4                             | UEFA EURO 2016/ウイニングイレブン 2016                               | 2016年4月21日  | ガレス・ベイル |
| PlayStation 4                             | ウイニングイレブン 2017                                              | 2016年9月15日  | リオネル・メッシ、ネイマール、ルイス・スアレス、イヴァン・ラキティッチ、ジェラール・ピケ                                                   |
| PlayStation 4                             | ウイニングイレブン 2017 Lite                                         | 2016年11月24日 | ピエール＝エメリク・オーバメヤン(PS Store内アイコン)                                                                                       |
| PlayStation 4                             | ウイニングイレブン 2018                                              | 2017年9月13日  | 日本代表選手11名 |
| PlayStation 4                             | ウイニングイレブン 2018 Lite                                         | 2017年11月16日 | ルイス・スアレス、リオネル・メッシ、ジェラール・ピケ、アンドレス・イニエスタ、フィリペ・コウチーニョ(PS Store内アイコン)                   |
| PlayStation 4                             | ウイニングイレブン 2019                                              | 2018年8月30日  | フィリペ・コウチーニョ |
| PlayStation 4                             | eFootball ウイニングイレブン 2020                                    | 2019年9月12日  | リオネル・メッシ、ミラレム・ピャニッチ、セルジュ・ニャブリ、スコット・マクトミネイ                                                         |
| PlayStation 4                             | eFootball ウイニングイレブン 2021 SEASON UPDATE                      | 2020年9月17日  | リオネル・メッシ、クリスティアーノ・ロナウド、マーカス・ラッシュフォード、アルフォンソ・デイヴィス                                         |
| PlayStation Portable                      | ワールドサッカー ウイニングイレブン9 ユビキタスエヴォリューション    | 2005年9月15日  | |
| PlayStation Portable                      | ワールドサッカー ウイニングイレブン10 ユビキタスエヴォリューション   | 2006年12月14日 | |
| PlayStation Portable                      | ワールドサッカーウイニングイレブン ユビキタスエヴォリューション 2008 | 2008年1月24日  | クリスティアーノ・ロナウド |
| PlayStation Portable                      | ワールドサッカー ウイニングイレブン 2009                             | 2009年1月29日  | リオネル・メッシ |
| PlayStation Portable                      | ワールドサッカー ウイニングイレブン 2010                             | 2009年12月10日 | リオネル・メッシ、フェルナンド・トーレス                                                                                                   |
| PlayStation Portable                      | ワールドサッカー ウイニングイレブン 2010 蒼き侍の挑戦                | 2010年5月20日  | |
| PlayStation Portable                      | ワールドサッカー ウイニングイレブン 2011                             | 2010年11月18日 | リオネル・メッシ |
| PlayStation Portable                      | ワールドサッカー ウイニングイレブン 2012                             | 2011年11月3日  | 香川真司 |
| PlayStation Portable                      | ワールドサッカー ウイニングイレブン 2013                             | 2012年11月1日  | 香川真司 |
| PlayStation Portable                      | ワールドサッカー ウイニングイレブン 2014                             | 2013年11月14日 | 日本代表選手11名 |
| PlayStation Portable                      | ワールドサッカー ウイニングイレブン 2014 蒼き侍の挑戦                | 2014年5月22日  | 日本代表選手11名 |
| ニンテンドー ゲームキューブ               | ワールドサッカーウイニングイレブン6 ファイナルエヴォリューション     | 2003年1月30日  | 中山雅史 |
| Wii                                       | ウイニングイレブン プレーメーカー2008                                | 2008年2月21日  | クリスティアーノ・ロナウド |
| Wii                                       | ウイニングイレブン プレーメーカー2009                                | 2009年5月14日  | リオネル・メッシ |
| Wii                                       | ウイニングイレブン プレーメーカー2010                                | 2009年12月10日 | リオネル・メッシ、フェルナンド・トーレス                                                                                                   |
| Wii                                       | ウイニングイレブン プレーメーカー2010 蒼き侍の挑戦                   | 2010年5月20日  | |
| Wii                                       | ウイニングイレブン プレーメーカー2011                                | 2010年11月18日 | リオネル・メッシ |
| Wii                                       | ウイニングイレブン プレーメーカー2012                                | 2011年11月3日  | 香川真司 |
| Wii                                       | ウイニングイレブン プレーメーカー2013                                | 2012年11月1日  | 香川真司 |
| ゲームボーイアドバンス                    | ウイ・イレ                                                           | 2002年4月25日  | 中山雅史 |
| ゲームボーイアドバンス                    | Jリーグ ウイニングイレブン 2002                                      | 2002年10月10日 | |
| ニンテンドーDS                            | ワールドサッカーウイニングイレブンDS                                 | 2006年11月2日  | |
| ニンテンドーDS                            | ワールドサッカー ウイニングイレブンDS ゴール×ゴール!                 | 2007年10月25日 | |
| ニンテンドー3DS                           | ウイニングイレブン 3DSoccer                                          | 2011年2月26日  | リオネル・メッシ |
| ニンテンドー3DS                           | ワールドサッカー ウイニングイレブン 2012                             | 2011年12月8日  | 香川真司 |
| ニンテンドー3DS                           | ワールドサッカー ウイニングイレブン 2013                             | 2012年11月1日  | 香川真司 |
| ニンテンドー3DS                           | ワールドサッカー ウイニングイレブン 2014                             | 2013年11月14日 | 日本代表選手11名 |
| ニンテンドー3DS                           | ワールドサッカー ウイニングイレブン 2014 蒼き侍の挑戦                | 2014年5月22日  | |
| Xbox 360                                  | ワールドサッカー ウイニングイレブンX                                 | 2006年12月14日 | アドリアーノ |
| Xbox 360                                  | ワールドサッカー ウイニングイレブン 2008                             | 2007年11月22日 | クリスティアーノ・ロナウド |
| Xbox 360                                  | ワールドサッカー ウイニングイレブン 2009                             | 2008年11月27日 | リオネル・メッシ |
| Xbox 360                                  | ワールドサッカー ウイニングイレブン 2010                             | 2009年11月5日  | リオネル・メッシ、フェルナンド・トーレス                                                                                                   |
| Xbox 360                                  | ワールドサッカー ウイニングイレブン 2011                             | 2010年10月28日 | リオネル・メッシ |
| Xbox One                                  | ワールドサッカー ウイニングイレブン 2015                             | 2014年11月13日 | 本田圭佑 |
| アーケードゲーム                          | ワールドサッカー ウイニングイレブン アーケードゲームスタイル         | 2002年9月21日  | |
| アーケードゲーム                          | ワールドサッカー ウイニングイレブン アーケードゲームスタイル2003     | 2003年10月22日 | |
| アーケードゲーム                          | ワールドサッカー ウイニングイレブン 2006アーケードチャンピオンシップ | 2006年4月26日  | |
| アーケードゲーム                          | ワールドサッカー ウイニングイレブン アーケードチャンピオンシップ2008 | 2008年3月18日  | |
| アーケードゲーム                          | ワールドサッカー ウイニングイレブン アーケードチャンピオンシップ2010 | 2010年2月24日  | |
| アーケードゲーム                          | ワールドサッカー ウイニングイレブン アーケードチャンピオンシップ2012 | 2011年12月19日 | |
| アーケードゲーム                          | ワールドサッカー ウイニングイレブン アーケードチャンピオンシップ2014 | 2013年12月26日 | |
| 携帯電話向けアプリ                        | Jリーグウイニングイレブンモバイル                                    | 2005年12月19日 | |
| 携帯電話向けアプリ                        | ウイニングイレブン クラブマネジメント                                | 2007年3月1日   | |
| 携帯電話向けアプリ                        | ウイニングイレブンモバイル インターナショナルカップ                  | 2006年5月15日  | |
| 携帯電話向けアプリ                        | ウイニングイレブンモバイル ヨーロピアンクラブ                        | 2006年8月4日   | |
| 携帯電話向けアプリ                        | ウイニングイレブンモバイルプラス クラブチャンピオンシップ            | 2008年6月18日  | |
| 携帯電話向けアプリ                        | ウイニングイレブン クラブマネジメントプラス                          | 2008年2月7日   | |
| 携帯電話向けアプリ                        | ウイニングイレブンモバイル2                                          | 2007年11月22日 | |
| 携帯電話向けアプリ                        | ウイニングイレブンモバイル2 インターナショナル                       | 2008年7月31日  | |
| スマートフォン向けアプリ （iOS・Android） | ウイニングイレブン 2010                                              | 2010年6月23日  | |
| スマートフォン向けアプリ （iOS・Android） | ウイニングイレブン 2011                                              | 2010年10月28日 | リオネル・メッシ |
| スマートフォン向けアプリ （iOS・Android） | ウイニングイレブン 2012                                              | 2011年11月18日 | |
| スマートフォン向けアプリ （iOS・Android） | UEFA Champions League ウイニングイレブン フリック                    | 2015年6月5日   | |
| スマートフォン向けアプリ （iOS・Android） | ウイニングイレブン クラブマネージャー（PES CLUB MANAGER）            | 2015年6月6日   | |
| スマートフォン向けアプリ （iOS・Android） | ウイニングイレブン 2017                                              | 2017年5月24日  | |
| スマートフォン向けアプリ （iOS・Android） | ウイニングイレブン 2018                                              | 2017年11月8日  | ルイス・スアレス、リオネル・メッシ、ジェラール・ピケ、アンドレス・イニエスタ、セルジ・ロベルト／フィリペ・コウチーニョ／デビッド・ベッカム |
| スマートフォン向けアプリ （iOS・Android） | ウイニングイレブン 2019                                              | 2018年12月11日 | フィリペ・コウチーニョ |
| スマートフォン向けアプリ （iOS・Android） | eFootball ウイニングイレブン 2020                                    | 2019年10月24日 | リオネル・メッシ、ミラレムピャニッチ、セルジュ・ニャブリ、スコット・マクトミネイ                                                           |
| スマートフォン向けアプリ （iOS・Android） | eFootball ウイニングイレブン 2021                                    | 2020年10月15日 | リオネル・メッシ、クリスティアーノ・ロナウド、マーカス・ラッシュフォード、アルフォンソ・デイヴィス                                         |
| クラウドゲーミング                        | ワールドサッカー ウイニングイレブン 2014                             | 2013年11月28日 | |
| クラウドゲーミング                        | ワールドサッカー ウイニングイレブン 2015                             | 2014年12月24日 | |
| Microsoft Windows(Steam)                  | eFootball PES2021 SEASON UPDATE                                      | 2020年12月3日  | リオネル・メッシ、クリスティアーノ・ロナウド、マーカス・ラッシュフォード、アルフォンソ・デイヴィス                                         |

### 海外版
※ウイニングイレブンシリーズは、欧米やアジアおよび南米など日本国外でも発売されている。『ウイニングイレブン』の欧州版に限っては、「Pro Evolution Soccer（略称：PES）」という別タイトルで発売されており、PlayStationシリーズのみの展開である国内版と違い、国外版はXboxシリーズやMicrosoft Windows（Steam）でも発売されている。なお、2014年から2017年まで国外版はサッカー日本代表が偽名で収録されていたが、2018年以降は実名で収録されている。
| 作品名                                            | イメージキャラクター |
| ------------------------------------------------- | --- |
| Pro Evolution Soccer                              | - |
| Pro Evolution Soccer 2                            | - |
| Pro Evolution Soccer 3                            | ピエルルイジ・コッリーナ |
| Pro Evolution Soccer 4                            | ティエリ・アンリ、フランチェスコ・トッティ |
| Pro Evolution Soccer 5                            | ティエリ・アンリ、ジョン・テリーほか |
| Pro Evolution Soccer 6                            | アドリアーノ、ジョン・テリーほか |
| Pro Evolution Soccer 2008                         | マイケル・オーウェン、クリスティアーノ・ロナウド |
| Pro Evolution Soccer 2009                         | リオネル・メッシ |
| Pro Evolution Soccer 2010                         | リオネル・メッシ、フェルナンド・トーレス |
| Pro Evolution Soccer 2011                         | リオネル・メッシ |
| Pro Evolution Soccer 2012                         | クリスティアーノ・ロナウド、ネイマール |
| Pro Evolution Soccer 2013                         | クリスティアーノ・ロナウド、ネイマール |
| Pro Evolution Soccer 2014                         | - |
| Pro Evolution Soccer 2015                         | マリオ・ゲッツェ |
| Pro Evolution Soccer 2016                         | ネイマール、アルバロ・モラタ(UK版)、オマル・アブドゥッラフマーン(中東版)、パオロ・ゲレーロ(CRフラメンゴ限定特別版)                                                                           |
| UEFA EURO 2016/Pro Evolution Soccer 2016          | ガレス・ベイル |
| Pro Evolution Soccer 2017                         | リオネル・メッシ、ネイマール、ルイス・スアレス、イヴァン・ラキティッチ、ジェラール・ピケ(通常版)、ユリアン・ヴァイグル、香川真司、マルセル・シュメルツァー(ボルシア・ドルトムント限定特別版) |
| Pro Evolution Soccer 2018                         | ルイス・スアレス(欧州版)、フィリペ・コウチーニョ(南米版) |
| Pro Evolution Soccer 2019                         | フィリペ・コウチーニョ（通常版） ファルカオ・ガルシア、フィリペ・コウチーニョ、ダリオ・ベネデット（北中南米版）                                                                              |
| eFootball Pro Evolution Soccer 2020               | リオネル・メッシ、ミラレム・ピャニッチ、セルジュ・ニャブリ、スコット・マクトミネイ |
| eFootball Pro Evolution Soccer 2021 SEASON UPDATE | リオネル・メッシ、クリスティアーノ・ロナウド、マーカス・ラッシュフォード、アルフォンソ・デイヴィス                                                                                           |

## キャスト
- 実況：ジョン・カビラ（初代、2などを除く全シリーズ）、真鍋由（98 - 99）
- 解説：松木安太郎（97）、早野宏史（4）、長谷川健太（2000）、信藤健仁（5）、中西哲生（6 - 8）、北澤豪（9 - 2014、2016 - 2021）、福田正博（2009 - 2010）、名波浩（2011 - 2015）
- ベンチレポーター：岩本輝雄（10）、フローラン・ダバディ（2008 - 2010）

## ライセンス
シリーズの初期作品までは、ゲーム中のスタジアム・リーグ戦やカップ戦などの大会・クラブチーム・選手などの各名称、エンブレム・フラッグ・ユニフォームなどの各デザインがJFAやJリーグ関係のもの以外はほぼ全て架空の設定であった。
ただ、それは各クラブチームやサッカー協会から公式ライセンスを取得する事によって、シリーズを重ねるにつれて徐々に改善されて来た。2009から2018までUEFAのライセンスを収得していた。しかし、現在でも取得済みの一部を除くナショナルチームや海外サッカーリーグのライセンスは取得できていない。特にプレミアリーグやリーガ・エスパニョーラのライセンスはクラブチームごとの契約である為、主要チーム（FCバルセロナ等）を除いては架空のチーム名を使わざるを得ない状況が続いている。また、FIFAの一括ライセンスもEAがFIFAとの独占契約を結んでいる為（FIFAシリーズ）に取得する事が不可能となった。「ワールドカップ」などの公式名称も現在は使用する事が出来ない。その為、各クラブチームやサッカー協会から取得したライセンス（JFA以外）はシリーズ毎にライセンスの新たな取得や更新、失効を余儀なくされる為に、それらを行う度に各名称や各デザインが実在のものに変更されたり、逆に架空のものに戻されたりを現在繰り返している状況である。つまり、シリーズによっては各名称や各デザインが実在のものであったり、架空のものであったりとする場合がある。
ゲーム中では実況のジョン・カビラが偽名で表記されたクラブチーム名・選手名を呼名する。こうした事に対してユーザーの不満は絶えない。しかし、ゲーム中ではクラブチームや選手名、選手の容姿なども設定・変更が出来る仕組みになっており、この機能を利用してユーザーはクラブチーム名、フラッグ、エンブレムデザイン、選手名、選手の容姿等の各データを各自で修正（実名化）する事が出来る。ただし、修正した場合でも実況で呼ばれるチーム名は変化しない（実況音声の取り込みや2015以降は都市名の実況等で改善することは可能）。また、選手によってはクラブチームでライセンスを取得しているがナショナルチームでは取得していない（またはその逆）ため、同じ能力を持ちながら双方で名前が異なっている選手もいる。
リーグライセンスが取れていないにもかかわらず選手は実名で収録されることについては、収録されているリーグの国が国際プロサッカー選手会（FIFPro）に加盟していることが関係している。FIFProに加盟している事で選手だけのライセンスを独自に取得し、実名でゲームに収録する事が可能となるのである。しかし、近年の欧州主要リーグであるドイツはこれに加盟しておらず、チームを偽名で収録する権利を持っていないコナミはウイイレシリーズにブンデスリーガを収録出来ない。PS2時代のウイニングイレブン10までは収録されていたが、PS3を主とした作品以降はブンデスリーガのチームは一部しか登場しない。また、PESの広報をしていたアダム・バッティ氏は「無断でドイツのリーグを偽名で収録すると我々は（ドイツの選手会に）訴えられる」と話している。なお、コナミは2017年に限定的なブンデスリーガのライセンスを取得したが、これが適用されているのは2019年以降の「ワールドサッカーコレクションS」のみである。
「ならばEAと契約していない契約可能なチーム全てと契約すればいいのでは？」といった声もあるが、各リーグには契約チーム数制限があり、プレミアリーグは2チームまで、ブンデスリーガは3チームまでの制限がある 事が、PES欧州ブランドマネージャーのレナート・ボブジェン氏により語られている（2018年時点）。
しかし、五大リーグのうち、セリエAとリーグ・アンはウイイレで実名で収録されている。また、リーグ・アンは下位リーグのリーグ・ドゥ共にフルライセンスであるが、セリエA・セリエBはリーグライセンスを取得してもクラブライセンスは付随しないようになっており、ウイイレ2021ではEAスポーツが「インテル」「ACミラン」の独占契約を行ったため偽名になり、セリエBも2020から継続して偽名となっている「ブレシア・カルチョ」が降格したためにフルライセンスではなくなった。また、セリエAに所属している「ユヴェントス」「ASローマ」はウイイレ2021において独占契約になり、2021年のサッカーゲームでユヴェントスとローマを唯一実名で使用できるゲームであった。

## その他
コナミのサッカーゲームは上記ウイニングイレブンシリーズの他に、任天堂ハードを中心に発売されていた下記「実況シリーズ」があった。これらはコナミコンピュータエンタテインメント大阪で開発されていた。
- 実況ワールドサッカーシリーズ
- 実況Jリーグパーフェクトストライカーシリーズ

| 対応機種      | 作品名                                    | 発売日         |
| ------------- | ----------------------------------------- | -------------- |
| NINTENDO 64   | 実況Jリーグパーフェクトストライカー       | 1996年12月20日 |
| NINTENDO 64   | 実況J.LEAGUE1999パーフェクトストライカー2 | 1999年7月29日  |
| PlayStation   | 実況Jリーグ1999 パーフェクトストライカー  | 1999年12月2日  |
| PlayStation 2 | 実況Jリーグパーフェクトストライカー3      | 2001年3月29日  |
| PlayStation 2 | 実況Jリーグパーフェクトストライカー4      | 2001年12月27日 |
| PlayStation 2 | 実況Jリーグパーフェクトストライカー5      | 2002年7月25日  |

ウイニングイレブンシリーズも初期作品にはタイトルに「実況」という言葉を入れていたが、「実況シリーズ」と間違えやすいとの理由で、のちに「実況」をタイトルから外している。また、1998年2月26日には、セガサターン用ソフトとして『Jリーグ実況炎のストライカー』が発売された。こちらはコナミコンピュータエンタテインメント札幌（後のコナミコンピュータエンタテインメントスタジオ）で開発された。